# 박윤호 (배우)
박윤호(2003년 4월 3일 ~ )는 대한민국의 배우이다

## 출연작
- 2023년 U+모바일tv 밤이 되었습니다 - 허율 역
- 2024년 tvN 사랑은 외나무다리에서 - 김동운 역
- 2025년 TVING 스터디그룹 - 이현우 역
- 2025년 tvN 언젠가는 슬기로울 전공의생활-영찬 역
- 2025년 tvN 미지의 서울 - 이호수 역 (박진영 아역)
- 2025년 Netflix 트리거 (넷플릭스 드라마) - 박규진